# Basket Rimini 1997-1998
Questa voce raccoglie le informazioni riguardanti il Basket Rimini, sponsorizzato Pepsi, nelle competizioni ufficiali della stagione 1997-1998.
Per motivi di sponsorizzazione le divise erano blu e bianche, colori tipici dell'etichetta della bevanda.

## Verdetti stagionali
- Serie A1:

stagione regolare: 12º posto su 14 squadre (bilancio di 8 vittorie e 18 sconfitte);
play-off: eliminazione ai quarti di finale dalla Pallacanestro Varese (1-3).
- Coppa Italia:

eliminazione ai sedicesimi di finale dall'Andrea Costa Imola.

## Stagione
Dalla squadra che l'anno prima riconquistò la massima serie vengono confermati Scarone, Romboli e il nucleo di giovani italiani, ma anche l'americano Wylie.
Durante un'amichevole estiva il nuovo pivot Fetisov rimedia un infortunio che lo costringe ad uno stop di quasi quattro mesi, a causa di una frattura alla tibia con lesione al menisco. La società corre ai ripari firmando a gettone prima il pari ruolo Deon Watson, tagliato di lì a poco durante il precampionato, e successivamente Anthony Tucker.
A novembre la società preleva Max Monti dalla Fortitudo Bologna. Pochi giorni più tardi, nel match di Reggio Emilia, Scarone si infortuna al ginocchio destro e resta fuori due mesi. Dopo quella stessa gara, Wylie è ceduto in A2 a Pozzuoli mentre Fetisov farà il suo esordio stagionale due partite dopo.
Complice il recupero del pivot russo, Tucker viene tagliato al termine del girone di andata. Allo stesso tempo sfuma l'imminente ingaggio di Anthony Bowie, che era in prova da qualche giorno ma che rientrò in patria senza preavviso per giocare in NBA con i New York Knicks. Fra il mese di dicembre e gennaio si registrano anche altri cambiamenti in rosa: Ferroni si rompe il legamento crociato sinistro e termina anzitempo la sua stagione, sotto canestro viene tesserato il pivot di origine irlandese Dan Callahan, mentre per il ruolo di guardia arriva lo sloveno Boris Gorenc.
La Pepsi arriva all'ultima giornata di campionato occupando la penultima posizione in classifica: un'eventuale sconfitta contro la diretta concorrente Reggio Calabria avrebbe significato retrocessione in A2, ma la sfida-salvezza del PalaFlaminio è vinta 79-70 dai padroni di casa riminesi.
Le ultime due squadre classificate sono proprio la Viola Reggio Calabria e la Scavolini Pesaro. La formula del campionato prevedeva la partecipazione ai play-off per tutte le formazioni rimanenti.
Rimini si trovò così ad affrontare la 5ª classificata, ovvero quella Mash Verona che pochi giorni prima aveva conquistato la Coppa Korać in campo europeo. La prima gara sorride ai romagnoli, che dopo un tempo supplementare espugnano il parquet veronese anche grazie ai 30 punti di Gorenc e 10 assist di Scarone. Con la vittoria per 70-64 in gara2 la Pepsi passa il turno, raggiungendo i quarti di finale e allo stesso tempo anche la sua prima qualificazione alle coppe europee.
I quarti di finale si aprono con una sconfitta di 50 punti di scarto ricevuta sul campo di Varese, poi a Rimini la serie viene pareggiata senza Fetisov, sospeso di lì in avanti per motivi disciplinari. I lombardi si aggiudicano anche gara3 e gara4, ponendo fine di fatto alle speranze dei biancorossi romagnoli.

## Roster

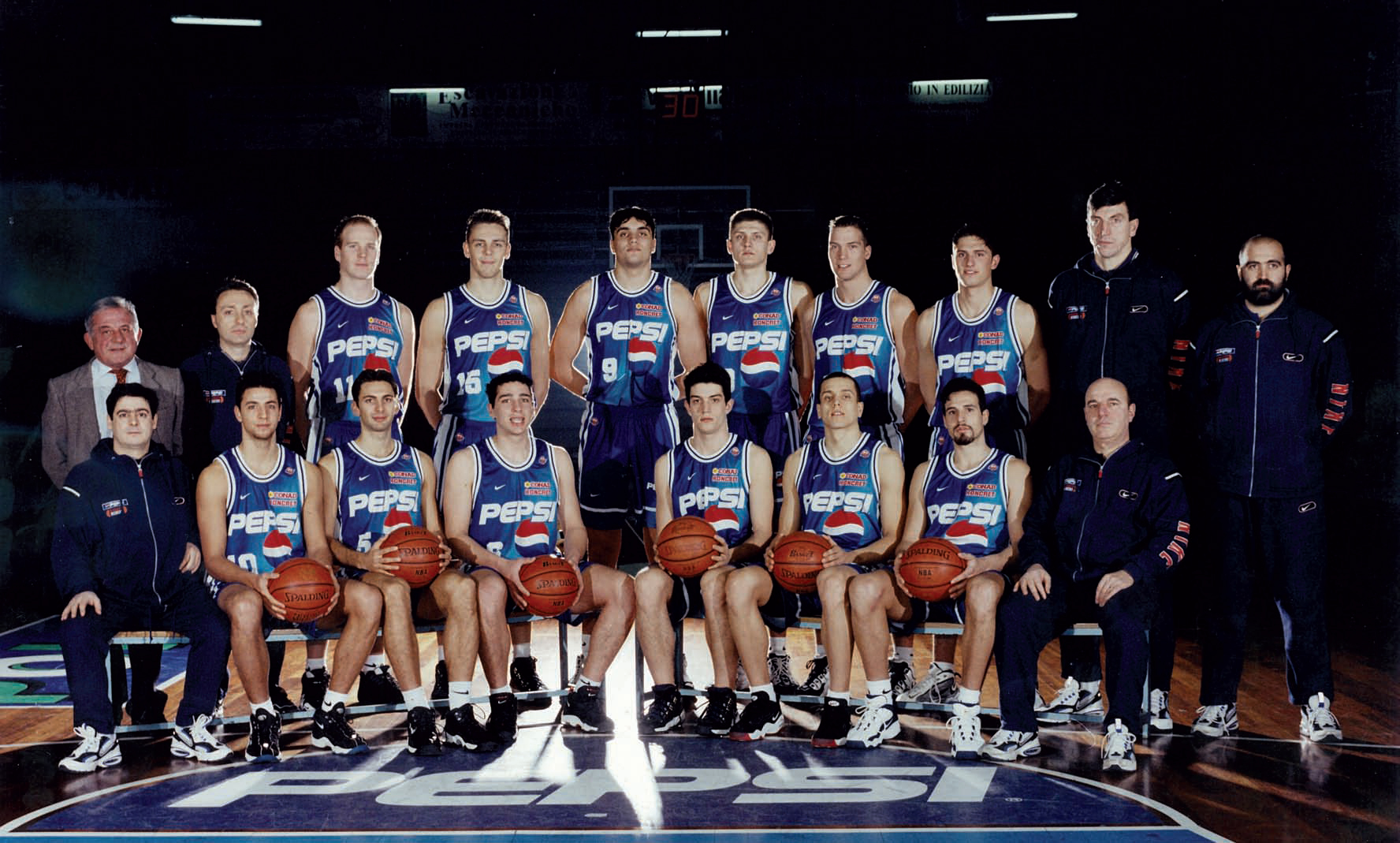
In piedi da sinistra: il medico sociale dr. Enzo Corbari, l'allenatore Piero Bucchi, Dan Callahan, Massimiliano Monti, Lorenzo Di Marcantonio, Andrej Fetisov, Dimitri Agostini, Alex Righetti, il team manager Renzo Vecchiato, il vice-allenatore Giampiero Ticchi.
Seduti da sinistra: il massaggiatore Giorgio Manca, Fabio Zanelli, Massimiliano Romboli, Mauro Morri, Federico Molari, Boris Gorenc, German Scarone e il preparatore Lino Saulle.

| Basket Rimini 1997-1998 | Basket Rimini 1997-1998 |
| Giocatori               | Staff tecnico           |
| ----------------------- | ----------------------- |

| N. | Naz.                                        | Ruolo | Nome                 | Anno | Alt.   | Peso   |  |
| -- | ------------------------------------------- | ----- | -------------------- | ---- | ------ | ------ |  |
|    | Argentina (bandiera) · Italia (bandiera)    | P     | Germán Scarone       | 1975 | 190 cm | 86 kg  |  |
|    | Italia (bandiera)                           | PG    | Massimiliano Romboli | 1971 | 192 cm | 84 kg  |  |
|    | Italia (bandiera)                           | AC    | Dimitri Agostini     | 1976 | 202 cm | 102 kg |  |
|    | Italia (bandiera)                           | A     | Alex Righetti        | 1977 | 200 cm | 98 kg  |  |
|    | Italia (bandiera)                           | G     | Fabio Zanelli        | 1976 | 196 cm | 85 kg  |  |
|    | Italia (bandiera)                           | P     | Mauro Morri          | 1977 | 187 cm | 92 kg  |  |
|    | Italia (bandiera)                           | G     | Francesco Orsini     | 1973 | 190 cm | 95 kg  |  |
|    | Italia (bandiera)                           | C     | Renzo Semprini       | 1972 | 207 cm | 104 kg |  |
|    | Italia (bandiera)                           | C     | Massimiliano Monti   | 1975 | 205 cm | 110 kg |  |
|    | Stati Uniti (bandiera)                      | A     | Joe Wylie            | 1968 | 203 cm | 102 kg |  |
|    | Russia (bandiera)                           | C     | Andrej Fetisov       | 1972 | 208 cm | 100 kg |  |
|    | Stati Uniti (bandiera)                      | AC    | Anthony Tucker       | 1969 | 203 cm | 106 kg |  |
|    | Italia (bandiera)                           | A     | Franco Ferroni       | 1972 | 203 cm | 95 kg  |  |
|    | Stati Uniti (bandiera) · Irlanda (bandiera) | C     | Dan Callahan         | 1970 | 203 cm | 116 kg |  |
|    | Slovenia (bandiera)                         | G     | Boris Gorenc         | 1973 | 196 cm | 95 kg  |  |
|    | Italia (bandiera)                           | G     | Francesco Orsini     | 1973 | 190 cm | 95 kg  |  |

| Allenatore                                                                     |
| - Piero Bucchi                                                                 |
| Assistente/i                                                                   |
| - Giampiero Ticchi Legenda - (C) Capitano Roster Aggiornato al: 30 giugno 1998 |

## Risultati

### Campionato

#### Stagione regolare

##### Girone di andata
| Arbitri: | Gennaro Colucci Nicolino Letizia |

|            |          |            |
| Wilkins 22 | Punti    | 14 Scarone |
| Rivers 3   | Assist   | 4 Scarone  |
| Wilkins 11 | Rimbalzi | 14 Tucker  |

| Arbitri: | Angelo Tullio Stefano Penserini |

|           |          |                        |
| Wylie 19  | Punti    | 15 Watson              |
| Scarone 3 | Assist   | 1 Dell'Agnello, Watson |
| Tucker 10 | Rimbalzi | 11 King                |

| Arbitri: | Alessandro Teofili Giovanni Di Modica |

|                             |          |           |
| Moltedo 23                  | Punti    | 25 Wylie  |
| Bonato 1                    | Assist   | 3 Romboli |
| Bonato, Maggioli, Moltedo 6 | Rimbalzi | 13 Tucker |

| Arbitri: | Roberto Pasetto Massimiliano Duranti |

|            |          |                       |
| Scarone 19 | Punti    | 16 Edwards, Obradović |
| Tucker 2   | Assist   | 2 Busca               |
| Tucker 11  | Rimbalzi | 10 Pessina            |

| Villorba 19 ottobre 1997, ore 18:00 5ª giornata | Benetton Treviso | – Rinviata per la partecipazione di Treviso al McDonald's Open | Pepsi Rimini | PalaVerde |

| Arbitri: | Paolo Taurino Giuseppe Monizza |

|            |          |             |
| Scarone 26 | Punti    | 21 Anchisi  |
| Scarone 2  | Assist   | 4 Anchisi   |
| Tucker 8   | Rimbalzi | 11 Lockhart |

| Arbitri: | Stefano Cazzaro Nicola Longo |

|             |          |                  |
| Williams 28 | Punti    | 18 Scarone       |
| Niccolai 3  | Assist   | 3 Scarone, Wylie |
| Rebrača 11  | Rimbalzi | 12 Tucker        |

| Arbitri: | Giampaolo Cicoria Giovanni Turri |

|             |          |           |
| Pozzecco 20 | Punti    | 14 Tucker |
| Meneghin 5  | Assist   | 4 Scarone |
| De Pol 6    | Rimbalzi | 10 Wylie  |

| Arbitri: | Gennaro Colucci Davide Ramilli |

|           |          |           |
| Tucker 21 | Punti    | 26 Oliver |
| Tucker 2  | Assist   | 3 Buratti |
| Tucker 12 | Rimbalzi | 12 Berry  |

| Arbitri: | Roberto Pasetto Carmelo Lo Guzzo |

|                    |          |                    |
| Kidd 18            | Punti    | 18 Tucker          |
| cinque giocatori 1 | Assist   | 1 Ferroni, Scarone |
| Kidd 10            | Rimbalzi | 8 Tucker           |

| Arbitri: | Luciano Tola Fabio Vianello |

|                    |          |          |
| Mitchell 33        | Punti    | 12 Morri |
| Jent, Montecchi 3  | Assist   | 2 Wylie  |
| Damião, Mitchell 9 | Rimbalzi | 8 Monti  |

| Arbitri: | Tiziano Zancanella Maurizio Capurso |

|                    |          |              |
| Tucker 13          | Punti    | 16 Rigaudeau |
| Orsini, Righetti 1 | Assist   | 3 Savić      |
| Monti 9            | Rimbalzi | 8 Frosini    |

| Arbitri: | Alberto Grossi Giovanni Di Modica |

|           |          |             |
| Tucker 19 | Punti    | 17 Keys     |
| Romboli 2 | Assist   | 2 Iuzzolino |
| Tucker 8  | Rimbalzi | 11 Gnad     |

| Arbitri: | Luigi Lamonica Carmelo Lo Guzzo |

|               |          |                   |
| Willoughby 33 | Punti    | 24 Tucker         |
| Santoro 5     | Assist   | 2 Fetisov, Tucker |
| Tolotti 10    | Rimbalzi | 11 Tucker         |

##### Girone di ritorno
| Arbitri: | Stefano Cazzaro Matteo Vianello |

|             |          |                   |
| Righetti 31 | Punti    | 25 Myers          |
| Morri 4     | Assist   | 2 Galanda, Rivers |
| Monti 12    | Rimbalzi | 12 Fučka          |

| Arbitri: | Giampaolo Cicoria Giuseppe Monizza |

|           |          |             |
| King 25   | Punti    | 19 Righetti |
| Londero 3 | Assist   | 3 Fetisov   |
| King 11   | Rimbalzi | 11 Monti    |

| Arbitri: | Guerrino Cerebuch Giuseppe Duva |

|                 |          |              |
| Gorenc 26       | Punti    | 20 Conti     |
| Gorenc, Morri 6 | Assist   | 1 Truvillion |
| Fetisov 10      | Rimbalzi | 11 Guarasci  |

| Arbitri: | Pierluigi D'Este Renato Baldi |

|             |          |                            |
| Edwards 20  | Punti    | 19 Righetti                |
| Obradović 4 | Assist   | 1 Fetisov, Gorenc, Scarone |
| Tonolli 10  | Rimbalzi | 9 Righetti                 |

| Arbitri: | Angelo Tullio Silvio Corrias |

|           |          |              |
| Gorenc 19 | Punti    | 21 Rebrača   |
| Scarone 4 | Assist   | 3 Williams   |
| Monti 12  | Rimbalzi | 13 Marconato |

| Arbitri: | Tiziano Zancanella Roberto Anesin |

|                    |          |            |
| Minto 19           | Punti    | 20 Scarone |
| Vescovi 2          | Assist   | 4 Scarone  |
| Lockhart, Stokes 9 | Rimbalzi | 7 Righetti |

| Arbitri: | Luigi Lamonica Gabriele Guerrini |

|            |          |                   |
| Scarone 20 | Punti    | 29 Komazec        |
| Scarone 8  | Assist   | 3 Pozzecco        |
| Fetisov 6  | Rimbalzi | 8 De Pol, Komazec |

| Arbitri: | Giampaolo Cicoria Sergio Borroni |

|           |          |                             |
| Berry 20  | Punti    | 17 Fetisov                  |
| Buratti 4 | Assist   | 1 Monti                     |
| Berry 8   | Rimbalzi | 7 Fetisov, Monti, Righetti, |

| Arbitri: | Paolo Taurino Giovanni Di Modica |

|            |          |                     |
| Gorenc 22  | Punti    | 26 Bailey           |
| Scarone 3  | Assist   | 2 Bailey, Jovanović |
| Callahan 8 | Rimbalzi | 10 Kidd             |

| Arbitri: | Alberto Grossi Angelo Tullio |

|                             |          |                     |
| Scarone 16                  | Punti    | 25 Jent             |
| Gorenc, Righetti, Scarone 2 | Assist   | 1 quattro giocatori |
| Fetisov 10                  | Rimbalzi | 15 Damião           |

| Arbitri: | Guerrino Cerebuch Carmelo Lo Guzzo |

|              |          |           |
| Danilović 16 | Punti    | 19 Gorenc |
| Crippa 6     | Assist   | 2 Fetisov |
| Binelli 8    | Rimbalzi | 5 Fetisov |

| Arbitri: | Giampaolo Cicoria Nicola Longo |

|              |          |                   |
| Iuzzolino 23 | Punti    | 22 Righetti       |
| Iuzzolino 5  | Assist   | 5 Gorenc, Scarone |
| Gnad 10      | Rimbalzi | 8 Callahan        |

| Arbitri: | Tiziano Zancanella Giuseppe Duva |

|            |          |               |
| Scarone 18 | Punti    | 25 Willoughby |
| Scarone 4  | Assist   | 4 Santoro     |
| Righetti 9 | Rimbalzi | 8 Brown       |

#### Play-off
| Arbitri: | Guerrino Cerebuch Luciano Tola |

|                    |          |            |
| Iuzzolino 26       | Punti    | 30 Gorenc  |
| Brown, Iuzzolino 3 | Assist   | 10 Scarone |
| Gnad 10            | Rimbalzi | 11 Fetisov |

| Arbitri: | Paolo Taurino Giuseppe Monizza |

|                              |          |              |
| Gorenc 26                    | Punti    | 16 Iuzzolino |
| Righetti 3                   | Assist   | 3 Iuzzolino  |
| Callahan, Fetisov, Scarone 6 | Rimbalzi | 6 Jerichow   |

| Arbitri: | Guerrino Cerebuch Giuseppe Duva |

|            |          |             |
| Komazec 33 | Punti    | 18 Gorenc   |
| Pozzecco 7 | Assist   | 7 Scarone   |
| De Pol 11  | Rimbalzi | 10 Callahan |

| Arbitri: | Alessandro Teofili Alberto Grossi |

|                            |          |             |
| Gorenc 22                  | Punti    | 22 Komazec  |
| Gorenc, Romboli, Scarone 3 | Assist   | 5 Komazec   |
| Righetti 7                 | Rimbalzi | Petruška 10 |

| Arbitri: | Marco Giansanti Luciano Tola |

|                  |          |                    |
| De Pol 19        | Punti    | 16 Monti           |
| Pozzecco 5       | Assist   | 4 Scarone          |
| Casoli, De Pol 5 | Rimbalzi | 5 Gorenc, Righetti |

| Arbitri: | Tiziano Zancanella Silvio Corrias |

|            |          |            |
| Scarone 17 | Punti    | 17 Komazec |
| Scarone 4  | Assist   | 4 Pozzecco |
| Monti 11   | Rimbalzi | 10 De Pol  |